# Krankheit (Band)
Krankheit war eine im Juli 2011 gegründete Metal-Band aus St. Johann im Pongau im österreichischen Bundesland Salzburg.

## Geschichte
Im Sommer 2011 gründeten Anton (Tony) Gassner und Christian Präauer die Band Krankheit. Bald schon komplettierten Pearcy Haubenwaller am Keyboard und Dave Knoll an der Gitarre die Band. Die erste EP Menschenfänger erschien am 11. November 2011 unter kompletter Eigenregie. Ein Musikvideo zu diesem Lied wurde im Frühjahr 2012 in Eigenproduktion veröffentlicht.
Im Winter 2012 entschlossen sich Knoll und Haubenwaller aus privaten sowie beruflichen Gründen die Band zu verlassen. Mit Roy Preissler als neuem Gitarristen richtete sich die Gruppe neu aus. Das Debütalbum Sanatorium wurde in der neuen Besetzung aufgenommen. Neben den ersten sechs Stücken der EP Menschenfänger, welche für das Album noch einmal komplett überarbeitet wurden, beinhaltete das Album sechs neue Titel. Sanatorium wurde am 1. November 2013 über Echozone veröffentlicht.
Dem zweiten Album Saat des Bösen ging die 2015 veröffentlichte Single Krampus vorweg. Zu dieser Single wurde erneut ein Video veröffentlicht. Gemastert wurden das Album von Krischan Wesenberg von Rotersand. Am 11. November 2016 wurde Saat des Bösen über das Label Rimix veröffentlicht.
Im Mai 2018 veröffentlichte die Band ihr drittes Album mit dem Titel Zerberus, welches erneut über das Label Rimix erschien. Kritiker lobten das Album als musikalische und lyrische Weiterentwicklung. Zum Titelsong Zerberus wurde ein weiters mal ein Musikvideo in Zusammenarbeit mit David Prokop gedreht. Die Studioarbeiten zum vierten Album wurden im Frühjahr 2019 begonnen. Ende des Jahres 2021 hat der Gitarrist Roy Preissler die Band aus internen Gründen verlassen. Seit 2022 ist Mäx (Marco Scheuerer) der neue Gitarrist der Band. Zum ersten Mal zu sehen war er im Musikvideo "Neid" welches im September 2022 veröffentlicht wurde.
Wie die Band via Facebook und Instagram mitteilte, verließen Marco (Mäx) Scheuerer und Christian (Chris) Präauer die Band am 19. Januar 2025 und stellen alle Arbeiten an neuen Songs sowie Auftritten ein. Sie werden sich in Zukunft anderen Projekten widmen. Anton (Tony) Gassner erklärte einen Tag später die Band für aufgelöst und bewarb mit einem ersten Höreindruck sein neues, eigenes Bandprojekt.

## Stil
Die Texte der Gruppe sind alle in deutscher Sprache verfasst. Krankheit bezeichnet ihren Stil als „Symbiose aus Klassik und Dark Industrial Metal“, dabei verortet sich die Gruppe selbst im Dark Metal. In Rezensionen wird die Musik hingegen häufig der Neuen Deutschen Härte zugerechnet. Hervorgehoben wird dabei die von Krankheit selbst benannte Vermengung des Metals mit Melodien der Klassik, welche Krankheit als festes Stilmittel integriert. Dabei sei, entgegen den Vergleichsgrößen Rammstein oder Ost+Front, die Musik weniger am Groove Metal orientiert. Die Musik von Krankheit neige so „eher zum klassischen Heavy Metal“ und ließe „nicht nur Riff Wände losrollen“. Auf dem dritten Album Zerberus agierte die Band mehr mit typischen Groove-Elementen und Chören.

## Diskografie
EPs
- 2011: Menschenfänger (CD, Selbstverlag)
- 2013: Die Antwort (MP3, Echozone / Bob Media)

Alben
- 2013: Sanatorium (CD, Echozone / Bob Media)
- 2016: Saat des Bösen (CD, Rimix)
- 2018: Zerberus (CD, Rimix) Eine Instrumentalversion des Albums erschien 2020 als Spotify-Stream.
- 2022: Gargantua (CD/LP, Wormholedeath)

Singles
- 2015: Krampus (CD, Echozone / Bob Media)
- 2017: Mammon (MP3, Rimix)
- 2022: Kommunikation (MP3, Wormholedeath)
- 2022: Müll (MP3, Wormholedeath)
- 2022: Neid (MP3, Wormholedeath)
- 2024: Maskenschmiede (MP3, Wormholedeath)

Coverversionen
- 2017: Liebeslied (Original: Ost+Front), erschienen auf deren Single Fiesta De Sexo

Beträge auf Kompilationen
- 2012: Dark Spy Magazine – Compilation Vol. 41 (Heftbeilage, Lied: Guten Abend, Gute Nacht)
- 2013: Gothic Visions IV (Lied: Menschenfänger)
- 2013: Nachtaktiv Magazin-CD // 15 - 2013 (Heftbeilage, Lied: Für Elise)
- 2014: Gothic Moods (Lied: Für Elise)
- 2016: Mit vereinten Kräften (Nachtmahr-Tributealbum, Lied: Dämon)

## Musikvideos
- 2012: Menschenfänger
- 2014: Für Elise (Regie: Christian Präauer)
- 2015: Krampus (Regie: Stefan Adelsberger)
- 2017: Mammon (Regie: David Prokop)
- 2018: Zerberus (Regie: David Prokop)
- 2018: Stille Nacht (Regie: Stefan Adelsberger, Christian Präauer)
- 2022: Kommunikation (Regie: Christian Präauer & David Prokop)
- 2020: Müll (Lyric Video: Ingo Spörl / Hard Media)
- 2022: Neid (Regie: Kathrin Told)
- 2024: Maskenschmiede (Lyric Video: Ingo Spörl / Hard Media)